# براد دوريف
براد دوريف (بالإنجليزية: Brad Dourif) هو ممثل أمريكي من مواليد 18 مارس 1950، قام ببطولة العديد من الأفلام والمسلسلات الأجنبية، ومن أفلامه هالووين، ولورد اوف ذا رينغ: عودة الملك، ولورد اوف ذا رينغ: البرجين، كما أبدع ببطولة سلسلة أفلام الدمية القاتلة في شخصية تشارلز لي راي (تشاكي).

## وصلات خارجية
- براد دوريف على موقع IMDb (الإنجليزية)
- براد دوريف على موقع ميتاكريتيك (الإنجليزية)
- براد دوريف على موقع الموسوعة البريطانية (الإنجليزية)
- براد دوريف على موقع روتن توميتوز (الإنجليزية)
- براد دوريف على موقع ألو سيني (الفرنسية)
- براد دوريف على موقع ميوزك برينز (الإنجليزية)
- براد دوريف على موقع تيرنر كلاسيك موفيز (الإنجليزية)
- براد دوريف على موقع أول موفي (الإنجليزية)
- براد دوريف على موقع قاعدة بيانات الأفلام السويدية (السويدية)
- براد دوريف على موقع إن إن دي بي (الإنجليزية)
- براد دوريف في قاعدة بيانات أقل من برودواي على الإنترنت